# Croton subferrugineus
Espèce
Croton subferrugineus est une espèce de plantes à fleurs du genre Croton et de la famille des Euphorbiaceae, présente au Brésil (de Bahia au Minas Gerais).
Il a pour synonyme :
- Oxydectes subferruginea, (Müll.Arg.) Kuntze